# Li Tieying
Li Tieying (* 1936 in Changsha, Hunan) ist ein chinesischer Politiker der Kommunistischen Partei Chinas (KPCh), der unter anderem von 2003 bis 2008 Vizevorsitzender des Ständigen Ausschusses des Nationalen Volkskongresses war.

## Leben
Li Tieying trat nach dem Besuch des Zweiten Mittelschule in Peking 1955 der KPCh bei und studierte im Anschluss von 1955 bis 1961 Physik in der Tschechoslowakei. Nach seiner Rückkehr leistete er 1961 seinen Wehrdienst in der Volksbefreiungsarmee ab. Danach war er Techniker und stellvertretender Abteilungsleiter im Forschungsinstitut Nr. 13 des Ministeriums für Nationale Verteidigung und studierte während dieser Zeit von 1964 bis 1965 auch die japanische Sprache am Institut für fremde Sprachen in Shanghai. Im Anschluss war er zwischen 1966 und 1970 stellvertretender Abteilungsleiter im Forschungsinstitut Nr. 1413 des Vierten Maschinenbauministerium, ehe er von 1970 bis 1978 Abteilungsleiter im Forschungsinstitut Nr. 1424 dieses Ministeriums war.
In den folgenden Jahren war er zeitgleich Vizedirektor des Komitees für Wissenschaft und Technologie der Provinz Liaoning, Vizedirektor des Forschungsinstituts sowie Chefingenieur des Ministeriums für Elektroindustrie. 1978 wurde ihm für seine Verdienste der Preis der Nationalen Wissenschaftskonferenz verliehen.
1981 erfolgte seine Ernennung zum Sekretär des Stadtkomitees der KPCh von Shenyang, der Hauptstadt der Provinz Liaoning. Dieses Amt übte er bis 1983 aus und war im Anschluss von 1983 bis 1985 Sekretär des Provinzkomitees der KPCh von Liaoning. 1985 wurde er Kandidat des Zentralkomitee der Kommunistischen Partei Chinas (ZK der KPCh) und war daneben von 1985 bis 1987 auch Minister für Elektroindustrie.
Auf dem 13. Parteitag der KPCh wurde Li Tieying zum Mitglied des ZK der KPCh gewählt und gehörte diesem bis zum 16. Parteitag im Jahr 2002 an. Zugleich war er während dieser Zeit Mitglied des Politbüro der Kommunistischen Partei Chinas.
Zwischen 1987 und 1988 war er Minister und Vorsitzender der Staatlichen Kommission für die Umstrukturierung der Wirtschaft sowie Sekretär des Parteikomitees im Ministerium für Elektroindustrie. Im Anschluss wurde er 1988 Direktor der Staatlichen Bildungskommission und behielt diese Funktion bis 1993. Zugleich war er von 1988 bis 1998 Mitglied des Staatsrates.
Nachdem er 1991 zeitweilig Leiter der Staatlichen Führungsgruppe für die Reform des Wohnungsbausystems war, war er zwischen 1993 und 1998 erneut Minister und Vorsitzender der Staatlichen Kommission für die Umstrukturierung der Wirtschaft. 1997 wurde er außerdem Ehrenpräsident der Mao Zedong Akademie der Künste, ehe er zwischen 1998 und 2003 Präsident der Akademie der Sozialwissenschaften war.
Zuletzt war Li Tieying von 2003 bis 2008 Vizevorsitzender des Ständigen Ausschusses des Nationalen Volkskongresses.